# Água Nova
Água Nova là một đô thị thuộc bang Rio Grande do Norte, Brasil. Đô thị này có diện tích 50,683 km², dân số năm 2007 là 2951 người, mật độ 58,2 người/km².